# Pantun
Pantun – utwór liryczny wywodzący się z poezji malajskiej. Ma postać czterowersu. Charakterystyczne dla pantunów jest to, że dwa pierwsze wersy ukazują pewien obraz (czasem sytuację), natomiast dwa kolejne stanowią refleksję luźno skojarzoną z tym obrazem. Treść refleksji może być sentencją filozoficzną, moralistyczną lub przybiera lżejszą formę aforyzmu miłosnego bądź sielankowego.

## Historia
Początki pantuna malajskiego sięgają XV wieku. Pantuny pojawiły się w poezji europejskiej za sprawą twórców francuskich, m.in. Wiktora Hugo, Leconte de Lisle czy Charles Baudelaire. Utwory wzorowane na pantunach pisali również polscy poeci, np. Antoni Lange czy Felicjan Faleński.

## Przykład
Przykład tradycyjnego malajskiego pantunu z antologii Mądrości z palmowego liścia opracowanej przez Eugeniusza Słuszkiewicza i Roberta Stillera
Uwozi żaglowiec złote banany,
jeden banan na skrzyni się złoci.
Dług w złocie bywa wyrównany,
lecz do śmierci trwa dług dobroci.